# 香港火災危險警告
火災危險警告是當香港出現火災的危險性甚高時，由香港天文台發出的警告信號。

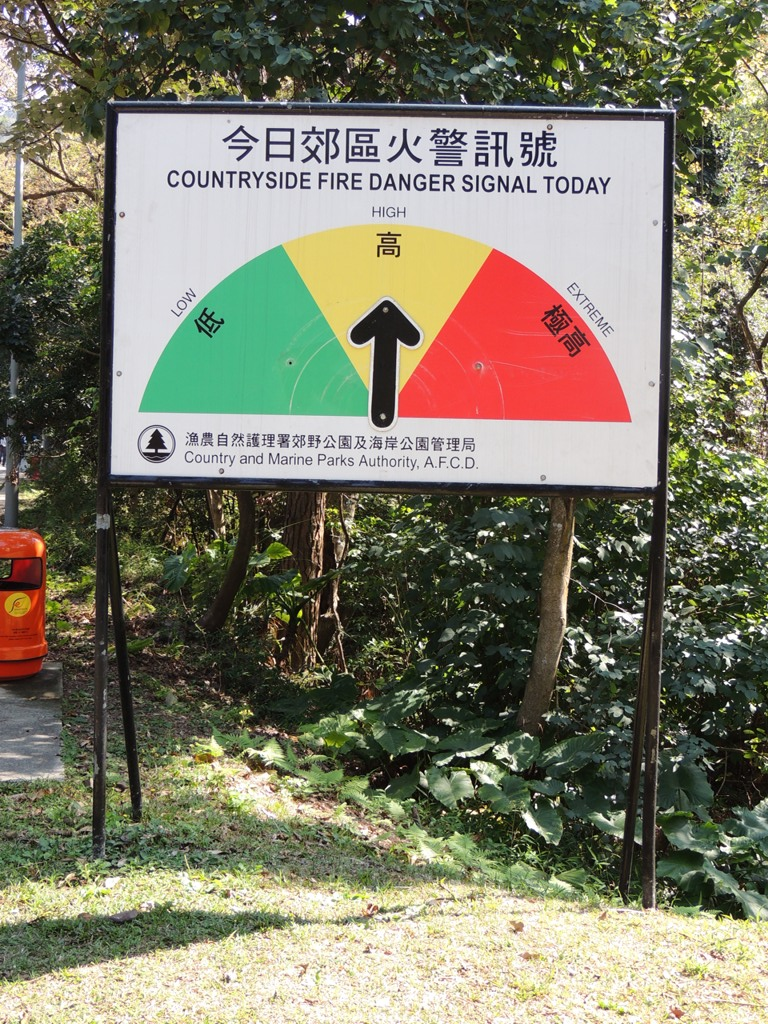
郊野公園標示的火災危險警告，俗稱火鐘牌

火災危險警告系統獨立於其他氣象警告，可以與其他警告同時生效（例如強烈季候風信號、一號或三號熱帶氣旋警告信號、雷暴警告、霜凍警告、寒冷天氣警告或酷熱天氣警告）。而與八號或以上熱帶氣旋警告信號、暴雨警告信號、山泥傾瀉警告及新界北部水浸特別報告同時生效機會甚微（以客觀的社會因素為主），因為火災危險警告甚少在風季和雨季時節生效，該時節會有較多惡劣天氣，出現乾燥天氣兼濕度低下的日子亦較少。

## 歷史
火災危險警告前身為天文台在1968年設立的「山火警告信號」，但只在假期發出。1972年，天文台正式分為黃色同紅色火災危險警告，以表示濕度已下降至草木乾燥，火災危險警告更一度稱為火警危險程度警告信號。

## 現行警告系統簡介
現行之火災危險警告分為黃色及紅色兩種。黃色火災危險警告表示火災危險性頗高，而紅色火災危險警告則表示火災危險性極高。必要時天文台會跳過黃色火災危險警告，直接發出紅色火災危險警告。而天文台亦較常在上午6時發出警告。
從香港的氣候情況來看，一般在1月至4月、10月至12月這段時間內，濕度低的情況經常發生，而這時間也較容易令香港天文台發出火災危險警告。而近年來至2016年，5月和9月縱然是香港的夏季，也出現了不少乾燥的日子，火災危險警告在這兩個月份發出的日子也愈來愈多（即在1月至5月，及9月至12月），但在2017年卻春夏茂盛，甚少乾燥，加上熱帶氣旋吹襲時受其雨帶影響而令濕度上升，因此甚至該年幾乎連冬天也未過就已經不乾燥，直至9月底才因為未有熱帶氣旋侵襲而開始變成乾燥（在6月至10月間，只有9月未曾試過發出八號或以上信號），並在10月5日（當天為公眾假期－中秋節翌日）發出入秋後第一個黃色火災危險警告，而天文台在10月所有星期六均發出火災危險警告（10月7日、10月14日及10月21日為黃色，10月28日因受重陽節影響而發生該年第一次山火，發出紅色火災危險警告），另在10月27日至31日發出該年最長火災危險警告，歷時超過4天。另外由於週末及公眾假期有大量市民進行戶外活動，會提高發生山火機會，因此香港天文台因應這些客觀的社會因素，一般會於非雨季時節的週末及公眾假期（特別是清明節、中秋節及重陽節）發出此警告。
6月至8月為香港夏季，濕度較高，甚少會發出火災危險警告，而2014年6月13日受到當時南海東北部的低壓區（即後來的熱帶風暴海貝思）外圍下沉的乾燥大陸氣流影響，天文台於當日發出紅色火災危險警告，是火災危險警告系統推出以來首次和惟一一次於6月及夏季發出。天文台總部在當日上午10時錄得相對濕度39%，是自1961年以來六月份的第三低紀錄。

## 頻率
| 年份                   | 黃色火災危險警告 | 紅色火災危險警告 | 總計 |
| ---------------------- | ---------------- | ---------------- | ---- |
| 1995年                 | 21               | 13               | 24   |
| 1996年                 | 30               | 15*              | 27*  |
| 1997年                 | 25               | 12               | 22   |
| 1998年                 | 20               | 16               | 28   |
| 1999年                 | 24*              | 18               | 29*  |
| 2000年                 | 27               | 13*              | 26*  |
| 2001年                 | 18               | 13*              | 26*  |
| 2002年                 | 23*              | 10               | 22*  |
| 2003年                 | 17               | 19               | 33   |
| 2004年                 | 32               | 27*              | 42*  |
| 2005年                 | 25               | 11*              | 30*  |
| 2006年                 | 28               | 7                | 26   |
| 2007年                 | 27*              | 25               | 40*  |
| 2008年                 | 41               | 18*              | 38*  |
| 2009年                 | 33*              | 20               | 35*  |
| 2010年                 | 22               | 19               | 35   |
| 2011年                 | 36               | 26*              | 54*  |
| 2012年                 | 19               | 14               | 29   |
| 2013年                 | 29               | 13*              | 38*  |
| 2014年                 | 33               | 12*              | 37*  |
| 2015年                 | 33               | 13               | 41   |
| 2016年                 | 22               | 9                | 29   |
| 2017年                 | 30               | 19               | 45   |
| 2018年                 | 27               | 12               | 36   |
| 2019年                 | 25               | 14               | 39   |
| 2020年                 | 37               | 15               | 47   |
| 2021年                 | 41               | 9                | 49*  |
| 2022年                 | 39               | 20               | 55   |
| 2023年                 | 39               | 25               | 56   |
| 2024年（截至12月28日） | 33               | 20               | 50   |
| 總數（截至2023年）     | 822              | 458              | 1039 |
| 平均（截至2023年）     | 29.4             | 16.3             | 37.1 |

備註：
- 總計一欄是由發出至取消所有警告視為一次，改發更高或較低信號不會分開計算，因此該欄的數字並非直接由黃色及紅色警告的數據相加所得。
- *：當中由上一年發出至當年取消的一次並沒有計算在內。

## 火災危險警告記錄之最
註：火災危險警告資料庫記錄由1995年開始。以下紀錄截至2023年。
- 最晚發出全年首個黃色火災危險警告：1999年1月9日06:00至1月11日06:00，生效2日。
- 最晚發出全年首個紅色火災危險警告：2022年3月8日06:00至3月9日06:00，生效1日，其後改發黃色火災危險警告。
- 最早發出全年最後一個黃色火災危險警告：2010年12月18日18:00至12月19日18:00，生效1日。
- 最早發出全年最後一個紅色火災危險警告：2002年11月26日11:45至11月27日01:45，生效14小時，亦是惟一一年沒有在12月發出紅色火災危險警告。
- 最長黃色火災危險警告：2014年1月11日11:45至1月18日06:00，生效162小時15分鐘（6日18小時15分鐘）。
- 最長紅色火災危險警告：2006年12月16日12:00至12月26日04:30，生效232小時半（9日16小時半），同時亦為生效時間最長的單一火災危險警告。
- 最長火災危險警告：2001年12月21日18:00至2002年1月9日06:00，生效444小時（18日半），當中黃色及紅色火災危險警告各發出4次。（視發出至取消所有警告為一次，改發信號不會分開計算）
- 最短黃色火災危險警告：2011年3月16日06:30至07:45，生效1小時15分鐘，同時亦為生效時間最短的單一火災危險警告。及後改發紅色火災危險警告。
- 最短紅色火災危險警告：1998年10月25日06:15至08:45，生效2小時半。
- 最短火災危險警告：1997年11月23日06:00至07:30，生效1小時半，當中黃色火災危險警告只發出1次。（視發出至取消所有警告為一次，改發信號不會分開計算）。
- 發出最多黃色火災危險警告的年份：2008年及2021年，分別共發出41次。
- 發出最少黃色火災危險警告的年份：2003年，只發出17次。
- 發出最多紅色火災危險警告的年份：2004年，共發出27次。
- 發出最少紅色火災危險警告的年份：2006年，只發出7次。
- 發出最多火災危險警告的年份：2023年，共發出56次。（視發出至取消所有警告為一次，改發信號不會分開計算）
- 發出最少火災危險警告的年份：1997年及2002年，只發出22次。（視發出至取消所有警告為一次，改發信號不會分開計算）
- 火災危險警告生效日數最多的年份：2008年，共有115日生效。
- 火災危險警告生效日數最少的年份：2016年，只有44日生效。
- 惟一一次在六月份發出警告：紅色，2014年6月13日11:45至20:35，生效8小時50分鐘。

另外在1999年10月16日，黃色火災危險警告曾與黃色暴雨警告信號及雷暴警告同時生效；2022年9月10、17及18日，黃色火災危險警告曾與雷暴警告同時生效；2022年9月16日，紅色火災危險警告曾與雷暴警告同時生效。